# Rytro
Pour l’article homonyme, voir Rytro (gmina).
Rytro est une localité polonaise, siège de la gmina de Rytro, située dans le powiat de Nowy Sącz en voïvodie de Petite-Pologne.